# Jonas Lauck
Jonas Lauck (* 6. Juli 1987 im Saarland) ist ein deutscher Pokerspieler. Er ist zweifacher Braceletgewinner der World Series of Poker und gewann 2016 das Main Event der World Championship of Online Poker.

## Persönliches
Lauck wuchs als Sohn zweier Lehrer gemeinsam mit seiner jüngeren Schwester in Primstal auf. Er studierte Mathematik und Sport auf Lehramt an der Universität Koblenz-Landau. Lauck lebt in Wien.

## Pokerkarriere

### Werdegang
Lauck spielt seit Oktober 2008 Onlinepoker und nutzt die Nicknames llJaYJaYll (PokerStars), Jownz Pownz (PokerStars.FR) und ll Jones ll (Full Tilt Poker). Als llJaYJaYll gewann er Ende September 2016 auf der Plattform PokerStars das Main Event der World Championship of Online Poker. Dafür setzte er sich gegen 2090 andere Spieler durch und erhielt eine Siegprämie von über 1,5 Millionen US-Dollar. Insgesamt hat sich Lauck bei Online-Turnieren auf den genannten Plattformen mehr als 3 Millionen US-Dollar erspielt. Darüber hinaus ist er bei GGPoker mit seinem echten Namen aktiv.
Seine erste Geldplatzierung bei einem Live-Turnier erzielte Lauck Anfang Dezember 2011 in El Jadida. Mitte Juli 2012 gewann er das Championship Event der Mega Stack Series im Caesars Palace mit einer Siegprämie von rund 260.000 US-Dollar. Im Januar 2013 kam er beim Main Event des PokerStars Caribbean Adventures auf den Bahamas in die Geldränge und belegte den mit 21.000 US-Dollar dotierten 91. Platz. Einen Monat später siegte Lauck bei einem High-Roller-Turnier der France Poker Series in Deauville mit einer Gewinnprämie von über 160.000 Euro. Im Sommer 2013 war er erstmals bei der World Series of Poker (WSOP) im Rio All-Suite Hotel and Casino am Las Vegas Strip erfolgreich und erreichte zunächst bei einem Turnier in der Variante No Limit Hold’em die Geldränge. Anschließend belegte er beim Main Event den 592. Platz und erhielt knapp 20.000 US-Dollar. Bei der WSOP 2014 verpasste Lauck nur knapp den Gewinn eines Bracelets und beendete ein Ante-Up-Turnier auf dem mit 130.000 US-Dollar dotierten zweiten Platz. Beim Main Event der WSOP 2016 belegte er als bester Deutscher den 37. Platz, der ihm knapp 175.000 US-Dollar einbrachte. Bei der WSOP 2019 gewann Lauck ein Bounty-Turnier und sicherte sich ein Bracelet sowie eine Siegprämie von rund 260.000 US-Dollar. Ende August 2022 entschied er auf GGPoker das Monster Stack der World Series of Poker Online für sich und erhielt sein zweites Bracelet sowie eine Auszahlung von über 170.000 US-Dollar.
Insgesamt hat sich Lauck mit Poker bei Live-Turnieren mindestens 2 Millionen US-Dollar erspielt.

### Braceletübersicht
Lauck kam bei der WSOP 50-mal ins Geld und gewann zwei Bracelets:
| Jahr   | Buy-in (in $) | Turnier                             | Teilnehmer | Preisgeld (in $) |
| ------ | ------------- | ----------------------------------- | ---------- | ---------------- |
| 2019 O | 1500          | No-Limit Hold’em Super Turbo Bounty | 1867       | 260.335          |
| 2022 O | 0800          | Monster Stack No-Limit Hold’em      | 1797       | 173.223          |